# Scolopendra gracillima
Scolopendra gracillima är en mångfotingart som beskrevs av Carl Graf Attems 1898. Scolopendra gracillima ingår i släktet Scolopendra och familjen Scolopendridae.
Artens utbredningsområde är Italien.

## Underarter
Arten delas in i följande underarter:
- S. g. gracillima
- S. g. sternostriata